# Notothenia angustata
Notothenia angustata (F. W. Hutton, 1875), conosciuto nei paesi anglofoni come Maori chief (letteralmente "capo Maori") o merluzzo nero, è una specie di pesce attinopterigo della famiglia dei Nototenidi. È nativa dell'Oceano Australe lungo la piattaforma continentale dell'Antartide.

## Tassonomia
Notothenia angustata fu descritto formalmente per la prima volta nel 1902 dal naturalista neozelandese (ma nato in Inghilterra) Frederick Wollaston Hutton, con il tipo nomenclaturale raccolto vicino a Dunedin, in Nuova Zelanda. Il nome specifico angustata significa "ristretto", un riferimento alla testa fortemente schiacciata e al muso sottile.

## Descrizione
Notothenia angustata è un grande pesce demersale, molto simile per forma e colore al Paranotothen magellanica. La bocca è larga e sono presenti delle creste ossute sopra ad entrambi gli occhi. La pinna caudale è arrotondata, dove le due linee laterali si sovrappongono leggermente. La prima piccola pinna dorsale possiede 6 raggi spinosi, mentre la seconda dai 15 ai 18 raggi molli, mentre quella anale 12-16. Gli esemplari conservati in alcool presentano un colore grigio o verde scuro sulla parte superiore del corpo, con screziature nere-blu e un addome giallognolo. Sulla testa si osservano piccole macchie e striature grigie e le pinne hanno sfumature nere. Questa specie può raggiungere una lunghezza massima di 41 centimetri.

## Distribuzione, habitat e biologia
Questa specie si trova nel mare antartico e l'Oceano Pacifico meridionale, ed è riscontrabile anche vicino alle coste della Nuova Zelanda e del Cile del sud, a profondità fino ai 100 metri. I giovani esemplari frequentano spesso le pozze di marea, mentre gli adulti stanziano attorno alle scogliere rocciose. Notothenia angustata si ciba di cefalopodi e piccoli pesci; nonostante ciò, uno studio ha rivelato che in Cile le alghe compongono la maggior parte della loro dieta. Come alcune specie che abitano mari più meridionali, Notothenia angustata riesce a produrre proteine antigelo da introdurre nel suo sangue, come tutte le specie del genere Notothenia. Nello studio di questa specie, sono stati rinvenuti ben 11 tipi viventi diversi di parassiti, inclusi digenei, cestodi e nematodi. Pur venendo pescati all'amo e pur essendo la carne edibile, questa specie non viene perscata per la commercializzazione, ma viene riutilizzata come esca per la pesca delle aragoste.